# Cozia, Iași
Cozia este un sat în comuna Costuleni din județul Iași, Moldova, România.